# Fritz Giovanoli
Fritz Giovanoli (Montreux-Vieux, Elzas, 16 maart 1898 - Bern 26 juni 1964), was een Zwitsers politicus.
Fritz Giovanoli verwierf in 1918 zijn middelbareschooldiploma. Hierna studeerde hij economie in Bern en Berlijn. In 1924 promoveerde hij en van 1925 tot 1929 was hij directeur van de uitgeverij Hallwag in Bern. Van 1929 tot 1933 was hij chefstatistiker van het Federale Statistische Bureau. Zijn kritische houding ten opzichte van de financiële politiek in Zwitserland leidde in 1933 tot zijn ontslag.
Fritz Giovanoli was lid van de Sociaaldemocratische Partij van Zwitserland (SP) en behoorde tot de linkervleugel van die partij. Tijdens de jaren 30 steunde hij de Zwitsers die aan republikeinse zijde in Spanje tegen de nationalistische legers van generaal Franco vochten. Daarnaast was hij scherp gekant tegen de fascistische beweging in Zwitserland. 
Fritz Giovanoli was van 1929 tot 1949 lid van de gemeenteraad (Stadtrat) van de stad Bern en van 1933 tot 1946 secretaris van de SP in het kanton Bern. Van 1934 tot 1946 was hij lid van de Grote Raad van Bern. Tussen 1938 en 1963 was hij lid van de Nationale Raad (tweede kamer Bondsvergadering). 
Van 1946 tot 1964 was Giovanoli lid van de Regeringsraad van het kanton Bern. Hij beheerde het departement van Gemeente Aangelegenheden en Volksgezondheid. In die laatste hoedanigheid zette hij zich in voor de invoering van een federale volksgezondheidsdienst naar Brits model. Fritz Giovanoli was van 1 juni 1949 tot 31 mei 1950 en van 1 juni 1959 tot 31 mei 1960 voorzitter van de Regeringsraad (dat wil zeggen regeringsleider) van Bern.
Tijdens de Koude Oorlog was hij voorstander van een open Zwitserland. Hij was ook voorzitter van de Zwitserse Beweging tegen Atoomwapens.
Fritz Giovanoli overleed op 66-jarige leeftijd.